# Gottfried Boesch
Gottfried Boesch (* 6. April 1915 in Buttisholz; † 18. April 1983 auf Schloss Heidegg in Gelfingen) war ein Schweizer Historiker.

## Leben
Gottfried Boesch studierte an den Universitäten Zürich und Freiburg i.Üe. Geschichte. Zwischen 1945 und 1967 war er Lehrer für Geschichte und Deutsch an der Kantonsschule Luzern. Daneben leitete er das Historische Museum Luzern und wurde 1951 Konservator auf Schloss Heidegg. 1967 wurde er an die Universität Freiburg berufen, wo er den Lehrstuhl für Schweizer Geschichte übernahm. Gottfried Boesch war Präsident des Historischen Vereins der fünf Orte und der Allgemeinen Geschichtforschenden Gesellschaft der Schweiz (AGGS). Er verfasste eine grosse Zahl von Publikationen zur Rechts- und Verfassungsgeschichte, zur Schweizer und Luzerner Geschichte und war massgeblich am Zustandekommen der Edition der «Acta Helvetica» der Sammlung Zurlauben beteiligt.
Der Nachlass von Gottfried Boesch befindet sich im Staatsarchiv Aargau.